# Aéroport de Rupsi
L'aéroport de Rupsi est l'aéroport de Rupsi, dans l'État de l'Assam, en Inde. Cet aéroport a un seul terminal et une faible capacité de passagers.